# ابن الأمين
أبو عبد لله محمد بن إبراهيم بن يحيى بن سعيد، من أهل قرطبة، وأصله من طليطلة، ويعرف بابن الأمين. أخذ عن عامر الصفَّار وأبي إسحاق المعروف بالزرقالة، وكان مقدمًا في الفرائض والعدد والمساحة، توفي سنة 529 هـ. كذا في تكملة الصلة لابن الأبّار.